# Atsedu Tsegay
Atsedu Tsegay Tesfay (17 december 1991) is een Ethiopische langeafstandsloper, die zich op wegwedstrijden heeft gespecialiseerd. Hij schreef verschillende grote wegwedstrijden op zijn naam, zoals de Great Ethiopian Run (2013), Marseille-Cassis (2011, parcoursrecord) en de halve marathon van New Delhi (2012). Zijn persoonlijk record van 58.47 op de halve marathon behaalde hij bij de halve marathon van Praag waarmee hij de wedstrijd in maart 2012 won. Daarmee behoort hij tot de snelste atleten op de halve marathon.

## Persoonlijke records
Baan
| Onderdeel | Prestatie | Datum        | Plaats     |
| --------- | --------- | ------------ | ---------- |
| 5000 m    | 13.54,24  | 24 juli 2010 | Moncton    |
| 10.000 m  | 27.28,11  | 27 juni 2013 | Sollentuna |

Weg
| Onderdeel      | Prestatie | Datum           | Plaats   |
| -------------- | --------- | --------------- | -------- |
| 10 km          | 27.46     | 25 juni 2011    | Langueux |
| 15 km          | 41.46     | 31 maart 2012   | Praag    |
| 20 km          | 55.52     | 31 maart 2012   | Praag    |
| halve marathon | 58.47     | 31 maart 2012   | Praag    |
| 30 km          | 1:28.30   | 24 januari 2014 | Dubai    |

## Palmares

### 5000 m
- 2010: 5e Ethiopische kamp. in Addis Ababa - 14.01,69
- 2010: 6e WK junioren in Moncton - 13.54,24
- 2013:  International Meet Demosthenes de Almeida in Luanda - 13.51,64
- 2014:  International Meet Demosthenes de Almeida in Luanda - 13.51,64

### 10.000 m
- 2013: 5e Folksam Grand Prix in Sollentuna - 27.28,11

### 10 km
- 2011:  Corrida Langueux - 27.46
- 2011:  Corrida de São Silvestre in Luanda - 27.47
- 2012:  Corrida de São Silvestre in Luanda - 28.17
- 2013:  Great Ethiopian Run - 29.22

### 15 km
- 2011:  Intercontinental Eurasia Istanbul in Istanboel - 44.05

### 20 km
- 2011:  Marseille-Cassis (20,3 km) - 58.11

### halve marathon
- 2011:  halve marathon van Vadodara - 1:05.04
- 2011:  halve marathon van Rabat - 1:01.12
- 2012:  halve marathon van Praag - 58.47
- 2013: 4e halve marathon van Lille - 1:01.31
- 2013:  halve marathon van New Delhi - 59.12
- 2014: 18e City-Pier-City Loop - 1:05.25
- 2015:  halve marathon van Lissabon - 1:02.39
- 2017:  halve marathon van Marugame - 1:00.58
- 2018: 5e halve marathon van Lissabon - 1:00.28
- 2018: 15e halve marathon van Praag - 1:03.20

### veldlopen
- 2012:  Afrikaanse kamp. in Kaapstad - 36.14
- 2015: 7e WK in Guiyang - 35.47